# 한국전력공사

1961년부터 1986년까지 사용된 로고

한국전력공사(韓國電力公社, Korea Electric Power Corporation, KEPCO)는 대한민국의 전력공급을 위해 설립된 산업통상자원부 산하 시장형 공기업이다. 본사는 전라남도 나주시 전력로 55 (빛가람동)에 있다. 흔히 줄여서 한국전력 또는 한전으로 불린다.

## 설립 근거
- 한국전력공사법[2]

## 연혁
- 1898년 1월(광무 2년): 이근배, 김두승 명의로 한성전기회사 설립
- 1899년 5월(광무 3년): 서울시내 전차시승회 및 개통식 (동대문~신문로)
- 1900년 4월(광무 4년): 종로에 가로등 3등을 점등 (대한민국 최초의 민간 점등)
- 1904년 8월(광무 8년): 한성전기와 콜브란의 합작회사 한미전기로 체제 전환
- 1905년 6월(광무 9년): 인천의 일본인 중심 인천전기주식회사 설립. 최초의 수력발전소 운산수력 준공 (660마력, 500 kW)
- 1908년 9월(융희 2년): 일한와사주식회사 설립
- 1909년 6월(융희 3년): 일한와사주식회사가 콜브란과 한미전기 매수 계약
- 1915년 9월: 명칭을 일한와사주식회사에서 경성전기주식회사로 변경
- 1917년 4월: 개성전기주식회사 설립
- 1931년 12월: 조선총독부 전력통제계획 발표 (5년간 전국 54개 배전회사를 4개 배전회사로 통합)
- 1935년 11월: 조선송전주식회사 154kV 평양 송전간선 완성
- 1941년 6월: 허천강~홍남 간에 이어 허천강~청진강 220kV 송전선 준공
- 1943년 2월: 조선전업주식회사 설립 (조선송전, 부령수력전기, 조선수력전기 3개사 1차 통합)
- 1943년 3월: 조선전력관리령 공포
- 1944년 3월: 수풍댐발전소 준공 (60만kW)
- 1946년 5월: 발전설비용량 100만kW 돌파
- 1948년 2월: 발전함 Jacona (2만kW), 부산항에서 발전 개시
- 1948년 5월: 발전항 Electra (6900 kW), 인천항에서 발전 개시. 북한으로부터 단전. 당인리화력 발전 개시
- 1953년 5월: 발전시설 및 송배전선 부흥계획에 관한 협정 체결 (대한민국 정부와 유엔군 사령부)
- 1953년 11월: 상공부에 전원개발위원회 설치
- 1953년 12월: 상공부 전원개발위원회 1차 전원개발 3개년계획안 채택
- 1956년 2월: 한미원자력협력협정 서명
- 1957년 8월: 대한민국이 국제원자력기구 회원국 정식 가입
- 1961년 7월: 한국전력공사 주식회사 발족 (조선전업, 경성전기, 남선전기 3사 통합)
- 1961년 11월: 전원개발 5개년계획 발표 (1965년 말 최종 확정)
- 1961년 12월: 전기사업법 공포
- 1964년 4월: 해방 후 최초로 제한송전 전면 해제 (총 발전설비 53만 1354 kW)
- 1965년 12월: 농어촌전화촉진법 공포
- 1968년 5월: 발전설비용량 100만kW 돌파
- 1973년 11월: 소양강댐발전소 준공 (20만kW)
- 1977년 12월: 100 kW 이상 고객 요금조정 전산처리 개시 (14200호). 동양 최초 최대부하요금제 도입 (산업용 계약 최대전력 500 kW 이상 고객)
- 1978년 4월: 고리원자력 1호기 준공 (58만 7000 kW)
- 1978년 12월: 최대수요전력 511만 8000 kW 기록
- 1979년 10월: 대한민국 최초 해저케이블 전화공사 준공 (전남 신안도서지역 23개 섬 1만 6000여 호)
- 1981년 12월: 한국전력주식회사 해산 등기 및 한국전력공사 설립 등기
- 1982년 1월: 한국전력공사 발족
- 1983년 12월: 정부투자기관관리법 공포
- 1986년 3월: CI(심볼마크) 로고 변경 (권명광 디자이너 교수 작업)
- 1987년 4월: 원전건설 국내 주도형 전환
- 1987년 6월: 최대수요전력 1000만kW 돌파
- 1989년 8월: 한전주국민주 2호로 주식시장 상장
- 1990년 1월: 전기사업법 개정 공포
- 1992년 12월: 한국전력공사 새한전창달위원회 발족
- 1993년 11월: 93 장기전력수급계획 의결 (2006년까지 원전 14기 추가 건설 계획)
- 1994년 10월: 한국전력공사 주식이 뉴욕증권거래소에 3억 달러로 최초 상장. 수신료징수제도를 KBS와 통합.
- 1995년 2월: 필리핀 말라야발전소 운영사업 수주
- 1995년 12월: 한반도에너지개발기구(KEDO)-북한 간 경수로 공급협정 서명 (뉴욕)
- 1996년 8월: 최대수요전력 3228만 2000 kW 기록
- 1997년 8월: 한반도에너지개발기구 원전 착공식을 함경남도 신포에서 개최
- 1997년 10월: 제주-육지 간 전력계통 연계사업
- 1998년 9월: 한국표준형 원전인 울진원자력 3호기 준공
- 1998년 12월: 필리핀 말라야발전소 (65만kW) 성능복구공사 준공
- 2000년 7월: 최대수요전력 4000만kW 돌파
- 2001년 4월: 발전부문 6개 자회사로 분리
- 2001년 9월: 국내발전설비 5000만kW 돌파
- 2002년 6월: 필리핀 최대 복합화력의 일리한복합화력발전소 준공
- 2004년 2월: 최대수요전력 5000만kW 돌파
- 2005년 11월: 배전 220V 승압 완료. 변전설비 용량 2억kVA 달성
- 2006년 9월: 독립사업부 발족
- 2009년 12월: 최초 해외 원전수출 (UAE)
- 2011년 6월: 필리핀 세부발전소 준공
- 2012년 2월: 요르단 알카트라나발전소 준공
- 2013년 10월: 대구 WEC(세계 에너지 총회, World Energy Congress) 개최
- 2014년 12월: 본사를 전라남도 나주시 빛가람혁신도시로 이전
- 2016년 5월: 포브스 글로벌 2000 전력유틸리티 분야 1위 달성
- 2024년 1월: 기간통신사업자 등록[3]

## 역대 사장
- 1대 박영준(1961~1968)
- 2대 정래혁(1968~1970)
- 3대 김일환(1970~1971)
- 4대 김상복(1971~1973)
- 5대 민충식(1973~1976)
- 6대 김영준(1976~1982)
- 7대 성낙정(1982~1983)
- 8대 박정기(1983~1987)
- 9대 한봉수(1987~1989)
- 10대 안병화(1989~1993)
- 11대 이종훈(1993~1998)
- 12대 장영식(1998~1999)
- 13대 최수병(1999~2002)
- 14대 강동석(2002~2004)
- 15대 한준호(2004~2007)
- 16대 이원걸(2007~2008)
- 17대 김쌍수(2008~2011)
- 18대 김중겸(2011~2012)
- 19대 조환익(2012~2017)
- 20대 김시호(2017~2018)
- 21대 김종갑(2018~2021)
- 22대 정승일(2021~2023)
- 23대 김동철(2023~)

## 조직
- 상임감사위원
  - 감사실

### 사장
- 비서실
- 준법경영실

| - 기획처 - 전력시장처 - 경영개선처 - 재무처 - 전략기금사업단 - 인사혁신처 - 커뮤니케이션처 - 법무실 - ICT기획처 - 인재개발원 - ICT운영처 - 안전보건처 - 배전계획처 - 배전운영처 - 송변전건설단 - 계통계획처 - 송변전운영처 - 신송전사업처 - 경인건설본부 - 중부건설본부 - 남부건설본부 - 해외사업지원처 - 해외원전사업처 - UAE원전건설처 - UAE원자력본부 |

## 지역본부
- 서울본부
- 남서울본부
- 인천본부
- 경기북부본부
- 경기본부
- 강원본부
- 충북본부
- 대전세종충남본부
- 전북본부
- 광주전남본부
- 대구본부
- 경북본부
- 부산울산본부
- 경남본부
- 제주본부

## 자회사
발전 부문 자회사가 전력을 생산하고 한국전력공사는 송전, 변전, 배전, 판매 등을 담당한다.
발전부분에는 6개의 자회사가 있다.
| - 한국수력원자력(주) - 한국남동발전(주) | - 한국중부발전(주) - 한국서부발전(주) | - 한국남부발전(주) - 한국동서발전(주) |

기타 자회사로는 아래가 있다.
| - 한전KPS(주) - 한전산업개발(주) - 한전원자력연료(주) - 한전KDN(주) - 한국전력기술(주) |

## 공정거래법상 지위
기업집단 한국전력공사는 독점규제 및 공정거래에 관한 법률 제14조에서 규정하는 상호출자제한기업집단이다. 한국남동발전, 한국남부발전, 한국동서발전, 한국서부발전, 한국수력원자력, 한국전력공사, 한국전력기술, 한국중부발전, 한전케이피에스, 한전원자력연료, 한전산업개발, 한전케이디엔, 가로림조력발전 등 13개 회사가 여기에 소속된다.

## 갤러리

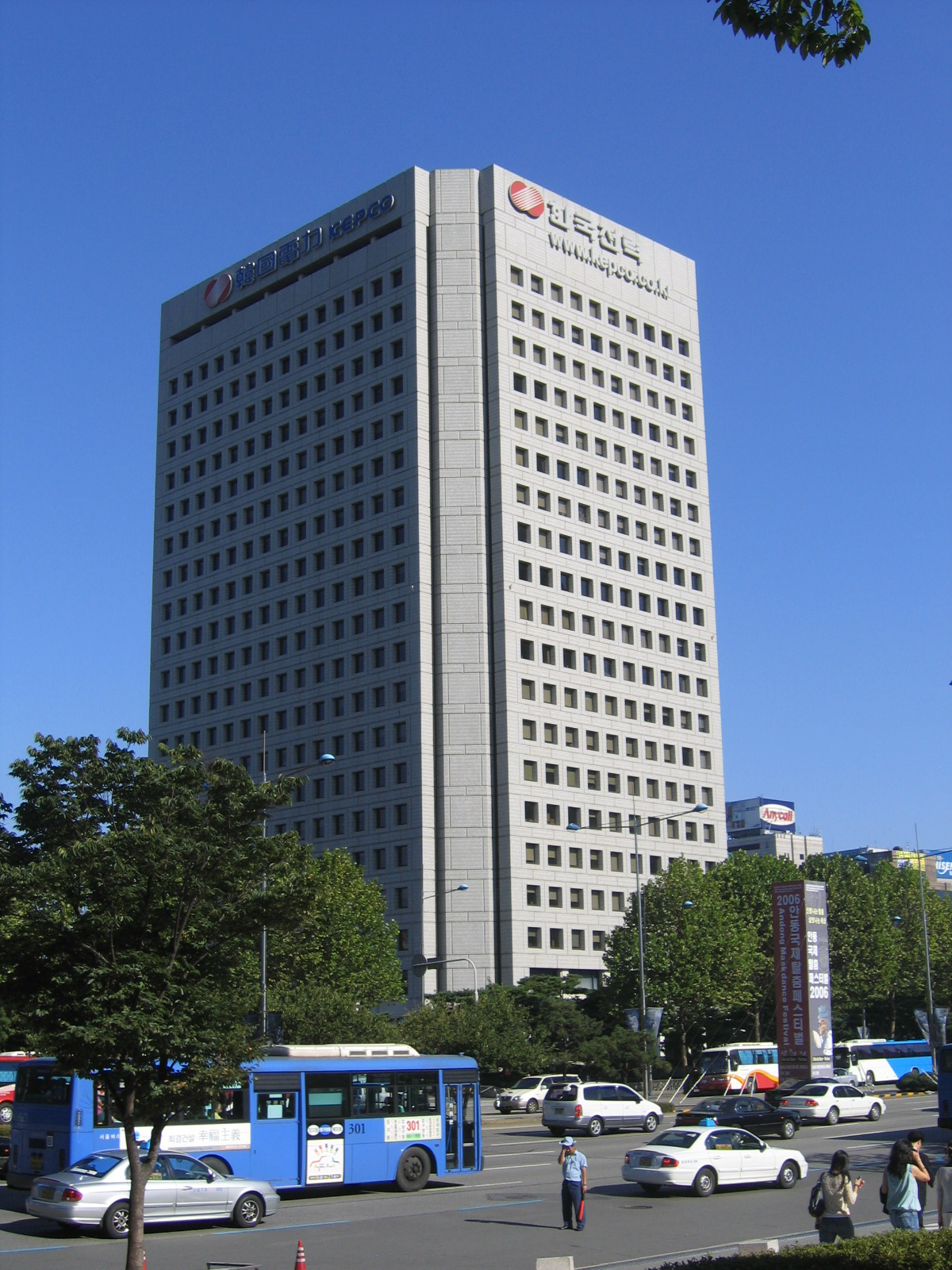
구 한국전력공사 삼성동 본사 건물
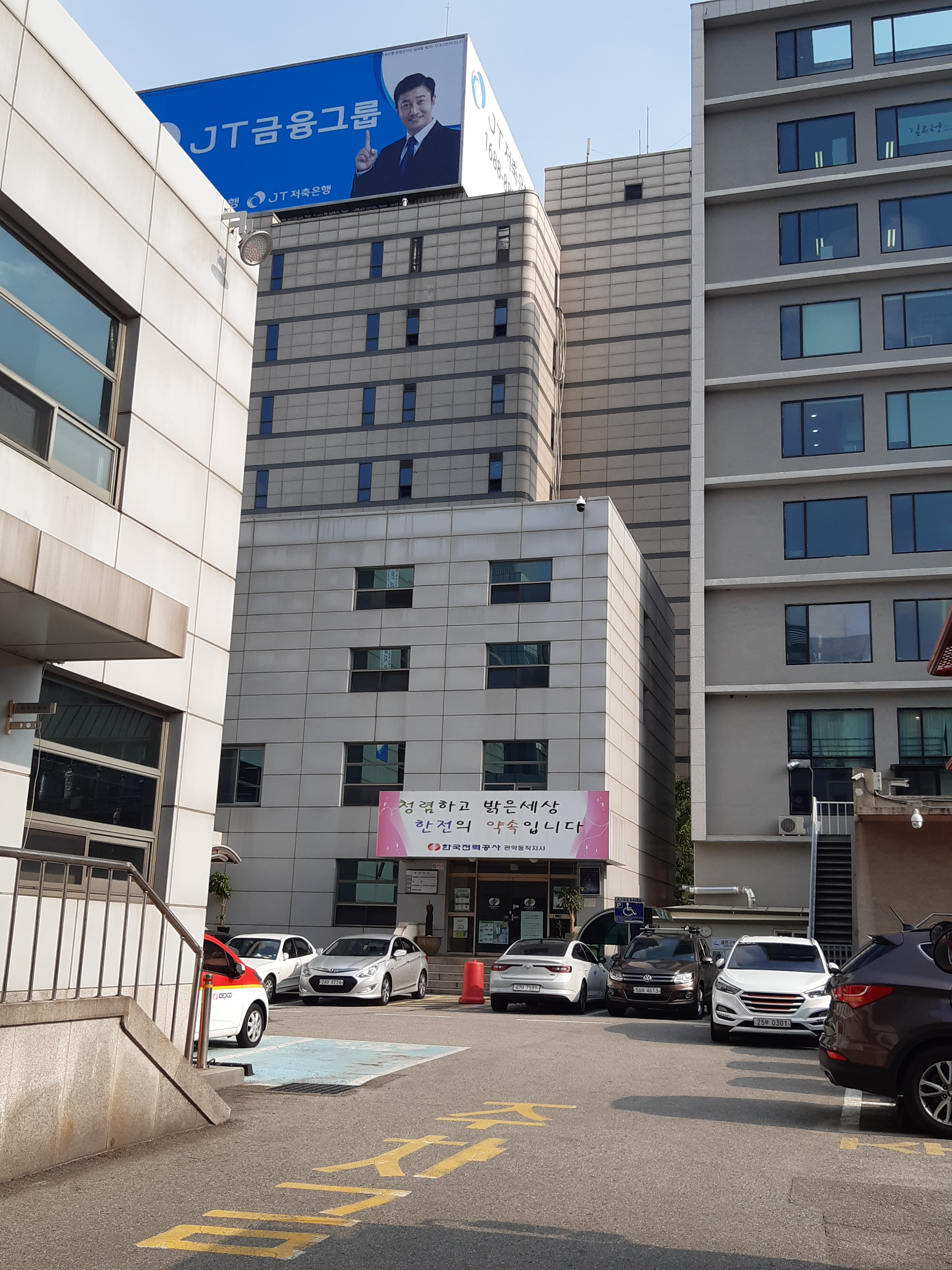
관악동작지사 건물
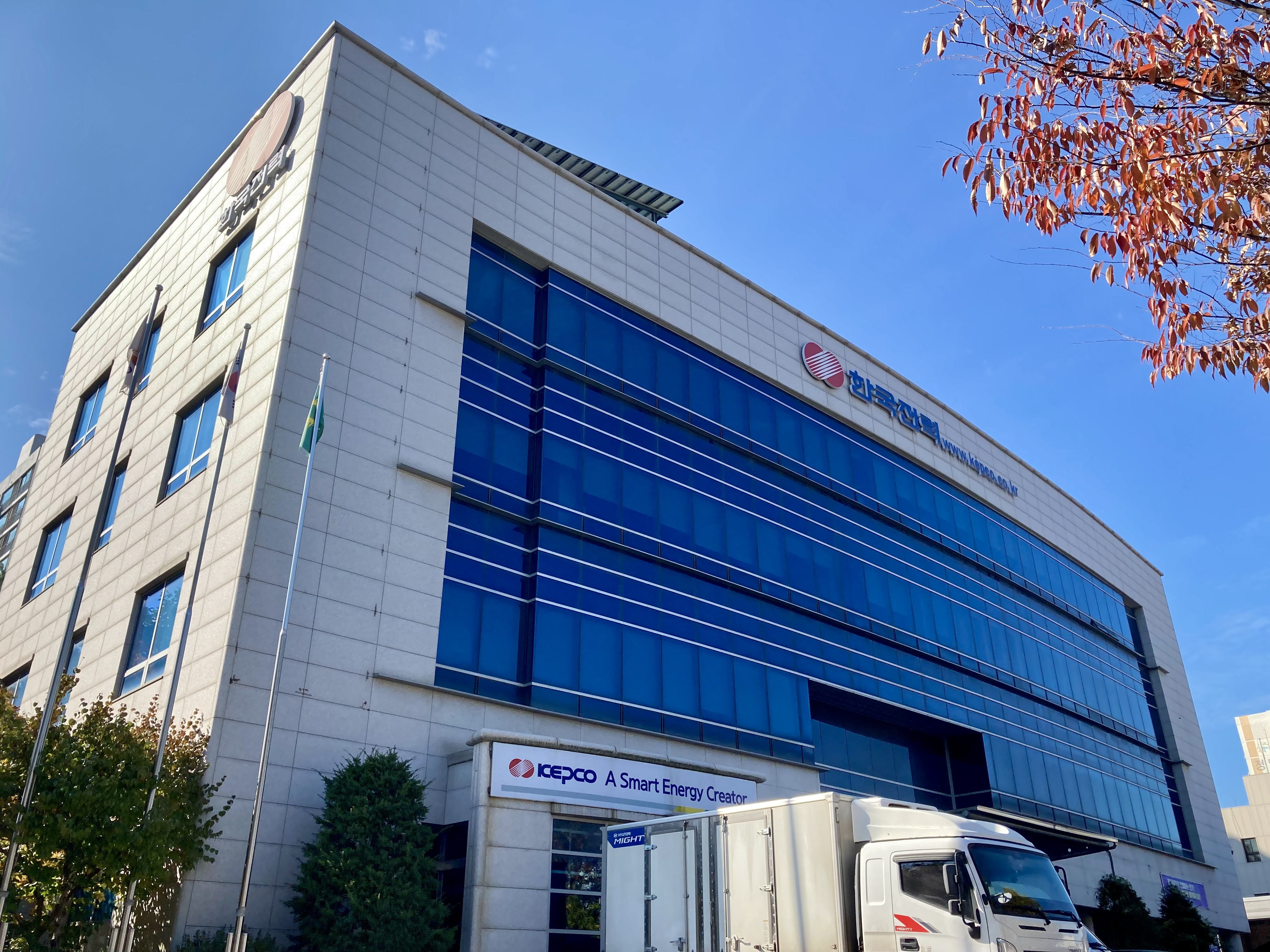
한국전력 남인천지사(비류대로 304)

## 같이 보기
- 기초전력연구원
- 한국전력거래소
- 전기위원회
- 한국전기연구원